# Syd Barrett
Roger Keith "Syd" Barrett (Cambridge, 6 de janeiro de 1946 — Cambridge, 7 de julho de 2006) foi um cantor, produtor, poeta, guitarrista e pintor inglês, mais lembrado como um dos fundadores do Pink Floyd. Vieram de Barrett as principais ideias musicais e estilísticas daquela que, então, era uma banda de rock psicadélico (ou rock psicodélico), assim como o nome do grupo. Todavia, especulações sobre sua deterioração mental, agravada pelo exagerado uso de drogas, levaram à sua saída da banda, em 1968.
Além de ser um dos pioneiros do rock psicodélico, com as suas expressivas linhas de guitarra e composições imaginativas, Barrett também foi um dos pioneiros do space rock e do folk psicodélico. Esteve ativo enquanto músico por apenas sete anos, gravando, com o Pink Floyd, quatro singles, dois álbuns e diversas músicas não lançadas; como artista solo, lançou um single e três álbuns, até entrar em reclusão autoimposta, que durou mais de trinta anos.
Em sua vida pós-música, ele continuou pintando e se dedicou à jardinagem. Nunca mais voltou a público. Barrett morreu em 2006, por complicações advindas de diabetes. Diversas biografias foram escritas sobre ele desde os anos 80, e o Pink Floyd escreveu e gravou inúmeros tributos a ele após sua saída do grupo, sendo o mais conhecido deles o álbum Wish You Were Here, de 1975. Em 1996, ele foi induzido ao Hall da Fama do Rock and Roll, como membro do Pink Floyd.

## Primeiros anos
Syd Barrett nasceu como Roger Keith Barrett na cidade inglesa de Cambridge em uma família de classe média que vivia no 60 Glisson Road. Barrett foi o quarto de cinco filhos. Seu pai, Arthur Max Barrett, era um patologista proeminente, o qual tinha parentesco com Elizabeth Garrett Anderson por parte de sua avó materna, Ellen Garrett, que era prima de Elizabeth. Em 1951, sua família mudou-se para 183 Hills Road.
Barrett tocava piano ocasionalmente, mas geralmente preferia escrever e desenhar. Ele conseguiu um ukulele aos 10 anos, um banjo aos 11 e um violão acústico Höfner aos 14. Um ano depois de ter conseguido seu primeiro violão acústico, ele comprou sua primeira guitarra elétrica e construiu seu próprio amplificador. Uma história de como Barrett adquiriu o apelido de "Syd" é que, aos 14 anos, ele recebeu o nome de um antigo baixista de jazz local em Cambridge, Sid "The Beat" Barrett, que afirma que Syd Barrett mudou a ortografia para se diferenciar de seu homônimo. Outra história é que quando ele tinha 13 anos, seus colegas de escola o apelidaram de "Syd" após certa vez ele ter aparecido em um campo no local de Abington Scout usando um quepe achatado em vez de sua boina de escoteiro, porque "Syd" era um nome da "classe trabalhadora". Ele usou ambos os nomes de forma intercambiável por vários anos. Sua irmã Rosemary afirmou: "Ele nunca foi Syd em casa. Ele nunca permitiria isso". Ele era um escoteiro com a 7.ª tropa de Cambridge e passou a ser um líder de patrulha.
Em um ponto na Morley Memorial Junior School ele foi ensinado pela mãe de Roger Waters, Mary. Mais tarde, em 1957, ele frequentou a Cambridgeshire High School for Boys (com Roger Waters). Seu pai morreu de câncer em 11 de dezembro de 1961, menos de um mês antes do 16.º aniversário de Barrett. Também neste dia, Barrett deixou a entrada em seu caderno em branco. A essa altura, seus irmãos e irmãs tinham saído de casa e sua mãe decidiu alugar salas para inquilinos. Ansiosa para ajudar seu filho a se recuperar de sua dor, a mãe de Barrett encorajou a banda na qual ele tocava, Geoff Mott and The Mottoes, uma banda que Barrett formou para tocar na sala da frente. Roger Waters e Syd Barrett eram amigos de infância, e Waters frequentemente visitava tais shows. Em um ponto, Waters até organizou um show, um benefício da CND na Friends Meeting House em 11 de março de 1962, mas pouco tempo depois Geoff Mott juntou-se aos Boston Crabs, e os Mottoes terminaram.
Em setembro de 1962, Syd Barrett ocupou um lugar no departamento de arte do Colégio Técnico de Cambridge, onde conheceu David Gilmour. Durante o inverno de 1962 e início de 1963, os Beatles tiveram um impacto sobre Syd, e ele começou a tocar canções dos Beatles em festas e em piqueniques. Em 1963, Syd tornou-se um fã dos Rolling Stones e, com a futura namorada Libby Gausden, viu a banda se apresentar em um salão da vila em Cambridgeshire. Foi nesse momento que Syd Barrett começou a escrever músicas; um amigo lembra ouvir "Effervescing Elephant" (que, mais tarde, seria gravado em seu álbum solo Barrett). Também por volta desta época, Syd Barrett e David Gilmour ocasionalmente tocaram shows acústicos juntos. Syd tocou baixo com Those Without durante o verão de 1963, e tanto baixo como violão com The Hollerin' Blues no verão seguinte. Em 1964, Syd e Libby viram Bob Dylan tocar. Após essa apresentação, sentiu-se inspirado para escrever "Bob Dylan Blues". Syd, agora pensando em seu futuro, decidiu candidatar-se à Camberwell College of Arts em Londres — matriculou-se na faculdade no verão de 1964 para estudar pintura.

## Pink Floyd

### Anos no Pink Floyd (1965–68)
Começando em 1964, a banda que se tornaria Pink Floyd evoluiu através de várias formações e mudanças de nomes, incluindo "The Abdabs", "Architectural Abdabs", "The Screaming Abdabs", "Sigma 6", e "The Meggadeaths". Em 1965, Syd Barrett juntou-se a eles enquanto ainda se chamavam "The Tea Set" (às vezes soletrado como T-Set). Quando eles encontraram uma outra banda com o mesmo nome em um show que fizeram, Syd surgiu com a ideia de "The Pink Floyd Sound" (também conhecido como "The Pink Floyd Blues Band", posteriormente "The Pink Floyd"). Durante 1965 eles entraram em estúdio pela primeira vez, quando um amigo de Richard Wright deu à banda tempo livre para gravar.
Durante este verão, Syd teve sua primeira "viagem" de LSD no jardim de seu amigo Dave Gale, com Ian Moore e Storm Thorgerson. Durante uma "viagem", Syd e outro amigo, Paul Charrier, terminaram desnudos no banho, recitando: "Sem regras, sem regras". Naquele verão, como consequência do uso contínuo de drogas, a banda tornou-se absorvida em Sant Mat, uma seita Sikh. Storm Thorgerson (até então morando em Earlham Street) e Barrett foram a um hotel de Londres para conhecer o guru da seita; Thorgerson conseguiu se juntar à seita, enquanto que Barrett, no entanto, era considerado jovem demais para se juntar. Thorgerson percebe isso como um evento profundamente importante na vida de Barrett, já que ele estava intensamente chateado com a rejeição. Enquanto vivia na proximidade de seus amigos, Barrett decidiu escrever mais músicas ("Bike" foi escrita por volta desta época).

#### London Underground, Blackhill Enterprises e shows
Enquanto Pink Floyd começava a tocar versões de canções americanas de R&B, em 1966 eles criaram seu próprio estilo de rock improvisado, que atraiu tanto do jazz improvisado. Depois que Bob Klose saiu da banda, a direção da banda mudou. No entanto, a mudança não foi instantânea, com mais improvisação nas guitarras e teclados. Mason refletiu: "Sempre sentia que a maioria das ideias emanava de Syd na época."
Neste momento, a leitura de Barrett incluía: Contos de Grimm; O Hobbit e O Senhor dos Anéis, de Tolkien; A Erva do Diabo, de Carlos Castaneda e I-Ching. Durante este período, Syd escreveu a maioria das músicas para o primeiro álbum de Pink Floyd, e também as músicas que mais tarde apareceriam em seus álbuns solo. Em 1966, um novo local de concertos de rock, o UFO (pronunciado como "you-foe"), abriu em Londres e rapidamente se tornou um paraíso para a música psicodélica britânica. Pink Floyd, a banda da casa, foi a sua atração mais popular e, depois de fazer aparições na Roundhouse rival, tornou-se o grupo musical mais popular do cenário de música psicodélica underground de Londres.
No final de 1966, Pink Floyd ganhou uma equipe de gerenciamento confiável com Andrew King e Peter Jenner. No final de outubro de 1966, o Pink Floyd, com King e Jenner, criou a Blackhill Enterprises para gerenciar as finanças do grupo. Blackhill foi ocupado pelos inquilinos que Jenner encontrou em sua casa em Edbrooke Road, e entre outros, o colega de apartamento de Barrett, Peter Wynne Wilson (que se tornou gerente de estradas; no entanto, já que ele tinha mais experiência em iluminação, era também assistente de iluminação). King e Jenner queriam preparar algumas demos para um possível contrato de gravação, portanto, no final de outubro, eles reservaram uma sessão no estúdio de gravação privado Thompson. em Hemel Hempstead. As gravações demo consistiam em "I Get Stoned" (posteriormente "Stoned Alone"), "Let's Roll Another One", "Lucy Leave" e uma versão de 15 minutos de "Interstellar Overdrive". King disse sobre as demos: "Essa foi a primeira vez que percebi que eles iriam escrever todo o seu material, Syd acabou de se tornar um compositor como que de um dia para o outro".
King e Jenner fizeram amizade com o imigrante americano Joe Boyd, o promotor do UFO Club, que se fazia como um dos empresários mais importantes da cena musical britânica. O agente de reserva recentemente contratado, Bryan Morrison e Boyd propuseram o envio de gravações de melhor qualidade. Por meio da agência de Morrison, a banda fez um show fora de Londres pela primeira vez. Em novembro, a banda realizou o primeiro de muitos estranhos concertos chamado: "Philadelic Music for Simian Hominids", um evento multimídia organizado pelo ex-senhorio do grupo, Mike Leonard, na Faculdade de Arte Hornsey Eles se apresentaram na Free School durante as duas semanas seguintes, antes de se apresentarem no evento de Ian Smith "Psychodelphia Versus" na Roundhouse em dezembro, organizado pela Majority Rule for Rhodesia Campaign, e um benefício da Oxfam no Albert Hall (o maior local da banda até este ponto).

#### Tonite Lets All Make Love in London
No início de 1967, Syd estava namorando Jenny Spires (que depois se casaria com o futuro membro do Stars Jack Monck). No entanto, desconhecido para Syd, Jenny Spires teve um caso com Peter Whitehead. Spires convenceu Whitehead (que pensou que a banda soava como um "Schoenberg ruim") para usar Pink Floyd em um filme sobre o cenário londrino. Assim, ao custo de £ 80, em janeiro, Whitehead levou a banda para o Sound Techniques de John Wood, em Chelsea, com o promotor Joe Boyd na direção. Aqui, a banda gravou uma versão de 16 minutos de "Interstellar Overdrive" e outra composição, "Nick's Boogie". Whitehead filmou esta gravação, que foi usada no filme Tonite Let's All Make Love em Londres e, mais tarde, no lançamento do filme London '66–'67. Whitehead comentou um tempo depois, sobre a banda, que: "Eles estavam completamente unidos, assim como um grupo de jazz".

#### The Piper at the Gates of Dawn
Boyd tentou assinar a banda com a Polydor Records. No entanto, Morrison convenceu King e Jenner a tentarem iniciar uma guerra de licitação entre Polydor e EMI. No final de janeiro, Boyd produziu uma sessão de gravação para o grupo, com eles retornando ao Sound Techniques em Chelsea novamente. Após a guerra de licitação ser finalizada, Pink Floyd assinou com a EMI. Incomum para o tempo, o negócio incluiu a gravação de um álbum, o que significava que a banda tinha tempo de estúdio ilimitado no EMI Studios, em troca de uma menor porcentagem de royalties. A banda então tentou reescrever "Arnold Layne", mas a versão de Boyd de janeiro foi lançada ao invés dessa.
O primeiro álbum de estúdio da banda, "The Piper at the Gates of Dawn", foi gravado intermitentemente entre fevereiro e julho de 1967 no Studio 3 do Abbey Road Studios e produzido pelo ex-engenheiro dos Beatles, Norman Smith. No momento em que o álbum foi lançado, em 4 de agosto, "Arnold Layne" (que foi lançado meses antes, em 11 de março) atingiu o número 20 nas paradas de singles britânicos, (apesar de ser banido pela Radio London) e o single de acompanhamento, "See Emily Play", conseguiu uma posição ainda melhor, alcançando o número 6. O álbum foi bem-sucedido no Reino Unido, atingindo o número 6 nas paradas de álbuns britânicas. Seus primeiros três singles (incluindo o terceiro, "Apples and Oranges"), foram escritos por Syd Barrett, que também foi o principal visionário/autor de seu aclamado álbum de estreia em 1967. Das onze músicas de Piper, Barrett escreveu oito e co-escreveu outras duas.

### Saída do Pink Floyd
Ao final de 1967 e início de 1968, o comportamento de Barrett tornou-se cada vez mais errático e imprevisível, em parte como consequência do uso intenso de drogas psicodélicas relatadas, mais proeminentemente LSD. Há, também, muita especulação de que ele tenha sofrido de esquizofrenia. Uma vez descrito como alegre, amigável e extrovertido, ele ficou cada vez mais deprimido e socialmente retraído, e experimentou alucinações, fala desorganizada, lapsos de memória, mudanças de humor intensas e períodos de catatonia. Embora as mudanças tenham começado gradualmente, ele desapareceu por um longo fim de semana e, de acordo com vários amigos, incluindo Rick Wright, voltou "uma pessoa completamente diferente". Uma das características marcantes de sua mudança foi o desenvolvimento de um olhar fixo, vazio e morto. Ele não conseguia reconhecer os velhos amigos que conhecia há anos, e muitas vezes não sabia onde estava. Certa vez, enquanto fazia um passeio pela cidade de Los Angeles, foi dito que Barrett teria exclamado: "Gee, com certeza é bom estar em Las Vegas!" Muitos relatos o descreveram no palco, raspando um único acorde durante o concerto inteiro, ou não tocando nada. Em um show no The Fillmore em San Francisco, durante a performance de "Interstellar Overdrive", Barrett dessintonizou lentamente sua guitarra. A plateia pareceu curtir essas aventuras, desconhecendo o resto da consternação da banda. Em uma entrevista no show de Pat Boone durante esta turnê, a resposta de Syd às perguntas de Boone foi um "olhar vazio e totalmente mudo", de acordo com Nick Mason, "Syd não estava em mover seus lábios naquele dia". Syd exibiu um comportamento semelhante durante a primeira aparição da banda no popular programa de televisão americano American Bandstand, apresentado por Dick Clark. Embora as imagens sobreviventes desta aparição mostrem Barrett imitando suas partes da música com competência, durante uma entrevista em grupo depois, quando as duas perguntas foram feitas por Clark, as respostas de Barrett foram rápidas, quase ao ponto de descortesia (embora Clark tenha observado que eles haviam feito voos sem parar de Londres para Los Angeles). Durante este tempo, Barrett sempre se esquecia de trazer sua guitarra para as sessões, danificava equipamentos e, ocasionalmente, não conseguia segurar sua palheta. Antes de uma performance no final de 1967, Syd teria supostamente esmagado comprimidos de tranquilizante Mandrax e colocado um tubo inteiro de Brylcreem (creme para cabelo masculino) sobre seus cabelos, cuja mistura viscosa posteriormente derreteria escorrendo pelo seu rosto sob o calor da iluminação do palco, dando-lhe a aparência de uma "vela derretida". Nick Mason depois contestou a parte Mandrax desta história, afirmando que "Syd nunca desperdiçaria boas oportunidades".
Durante a turnê no Reino Unido com Jimi Hendrix em novembro de 1967, o guitarrista David O'List, do The Nice, foi chamado para substituir Barrett em várias ocasiões quando ele não conseguia tocar ou não aparecia. Por volta do Natal, David Gilmour (amigo da antiga escola de Barrett) foi convidado a se juntar à banda como segundo guitarrista para cobrir Barrett, com a ideia de manter uma formação de cinco membros na banda. Para um punhado de shows, Gilmour tocou e cantou enquanto Barrett vagava pelo palco, decidindo ocasionalmente se juntar para tocar. Os outros membros da banda logo ficaram cansados dos palavrões de Barrett e, em 26 de janeiro de 1968, quando Roger Waters estava dirigindo a caminho de um show na Universidade de Southampton, a banda optou por não escolher Barrett; alguém no carro perguntou: "Vamos escolher Syd?", e outro disse: "Não vamos nos dar ao trabalho". Como Barrett tinha, até então, escrito a maior parte do material da banda, o plano inicial era mantê-lo no grupo, mas não em turnê — como The Beach Boys haviam feito com Brian Wilson —, mas isso logo provou ser impraticável. Gilmour posteriormente tornou-se um membro de tempo integral da banda.
De acordo com Roger Waters, Syd Barrett entrou no que seria sua última sessão de treino com uma nova música que ele apelidou de "Have You Got It Yet?". A música parecia simples o suficiente quando ele a apresentou pela primeira vez, mas logo tornou-se impossível de aprender e eles finalmente perceberam que, enquanto eles estavam praticando isso, Barrett continuou mudando o arranjo. Ele então tocaria novamente, com as mudanças arbitrárias, e cantaria "Have You Got It Yet?". Eventualmente, eles perceberam que nunca o fariam, e que eles simplesmente suportariam o peso do senso de humor idiossincrásico de Syd. Waters chamou isso de "um verdadeiro ato de gênio louco".
Barrett não contribuiu com material para a banda depois que A Saucerful of Secrets foi lançado em 1968. Das músicas que ele escreveu para o Pink Floyd após The Piper at the Gates of Dawn, apenas uma, "Jugband Blues", chegou ao segundo álbum da banda; uma, "Apples and Oranges", tornou-se um single menos bem-sucedido; e outras duas, Scream Thy Last Scream e Vegetable Man, nunca foram lançadas oficialmente até 2016 no box set "The Early Years 1965–1972", já que elas foram consideradas muito obscuras e perturbadoras. Sentindo-se culpados por expulsarem seu amigo, os membros do Pink Floyd não conseguiram se comunicar definitivamente com Syd para dizer que ele não estava mais na banda. De acordo com Rick Wright, que morava com Syd na época, Wright teve o horrível trabalho de dizer a Barrett que iria comprar cigarros enquanto, na verdade, ele saiu para fazer um show. Ele voltaria horas depois para encontrar Barrett na mesma posição, às vezes com um cigarro queimado completamente entre os dedos (um incidente mais tarde mencionado no álbum The Wall). Saindo da catatonia e inconsciente de que havia decorrido um longo período de tempo, Syd perguntaria: "Você conseguiu os cigarros?". Barrett supostamente passou algum tempo fora do estúdio de gravação, na área de recepção, esperando para ser convidado. Ele também mostrou alguns shows e olhou para Gilmour. Barrett tocou uma guitarra deslizante em "Remember a Day" (que foi tentada pela primeira vez durante as sessões de Piper) e também tocou em "Set the Controls for the Heart of the Sun". Em 6 de abril de 1968, o grupo anunciou oficialmente que Barrett não era mais membro, no mesmo dia em que o contrato da banda com a Blackhill Enterprises terminou como a gravadora. Considerando Barrett o cérebro musical da banda, a Blackhill Enterprises manteve Barrett.

## Músicas do Pink Floyd escritas por Syd Barrett

### Músicas lançadas originalmente em Singles
- Arnold Layne
- Candy And Currant Bun
- See Emily Play
- Apples And Oranges

### The Piper At The Gates Of Dawn (1967)
- Astronomy Domine
- Lucifer Sam
- Matilda Mother
- Flaming
- Pow R. Toc H. (Com Nick Mason, Rick Wright e Roger Waters)
- Interstellar Overdrive
- The Gnome
- Chapter 24
- The Scarecrow
- Bike

### A Saucerful Of Secrets (1968)
- Jugband Blues

## Breve carreira solo (1968–72)
Depois de deixar Pink Floyd, Barrett ficou fora da vista do público por um ano. Então, em 1969, a pedido da EMI e Harvest Records, embarcou em uma breve carreira solo, lançando dois álbuns solo, The Madcap Laughs e Barrett (1970), e um single, "Octopus". Algumas músicas, "Terrapin", "Maisie" e "Bob Dylan Blues", refletiram o interesse inicial de Barrett pelo blues.

#### The Madcap Laughs
Depois que Barrett deixou Pink Floyd, Jenner seguiu o exemplo. Ele levou Syd ao EMI Studios para gravar algumas faixas em maio, que mais tarde serão lançadas no primeiro álbum solo de Barrett, The Madcap Laughs. No entanto, Jenner disse: "Eu tinha subestimado seriamente as dificuldades de trabalhar com ele". Nas sessões de junho e julho, a maioria das faixas estava em melhor forma; no entanto, logo após as sessões de julho, Syd rompeu com a namorada, Lindsay Corner, e saiu dirigindo ao redor da Grã-Bretanha em seu Mini, terminando em cuidados psiquiátricos em Cambridge. Durante o ano novo de 1969, Barrett, um pouco recuperado, ocupou o arrendamento em um apartamento em Egerton Gardens, South Kensington, Londres, com o artista pós-modernista Duggie Fields. Aqui, o apartamento de Barrett estava tão próximo ao de Gilmour, que Gilmour poderia olhar diretamente para a cozinha de Barrett. Decidindo retornar à música, Barrett entrou em contato com a EMI e foi passado para Malcolm Jones, o então chefe da nova gravadora de prog rock da EMI, Harvest (depois de Norman Smith e Jenner terem se recusado a produzir o disco de Barrett, Jones o produziu). Barrett queria recuperar as gravações das sessões produzidas por Jenner; várias faixas foram melhoradas.
As sessões produzidas por Jones começaram em abril de 1969 no EMI Studios. Após a primeira destas sessões, Syd trouxe amigos para ajudar: o baterista da Humble Pie Jerry Shirley, e o baterista da Jokers Wild (antiga banda de Gilmour) Willie Wilson. Gilmour tocou baixo nas sessões. Falar com Syd não foi fácil, disse Jones: "Foi um caso de segui-lo, não tocando com ele. Eles estavam vendo e depois tocando, então eles sempre foram uma nota para trás". Algumas faixas no álbum apresentam overdubs por membros da banda Soft Machine. Durante este tempo, Barrett também tocou violão nas sessões para a estreia do LP de Kevin Ayers, Joy of a Toy, fundador da Soft Machine, embora sua performance em "Religious Experience" (mais tarde intitulada "Singing a Song in the Morning") não tenha sido lançada até o álbum ser reeditado em 2003. Uma vez, Barrett disse a seu colega de apartamento que ele estava indo "para uma viagem à tarde". No entanto, ele seguiu Pink Floyd para Ibiza (de acordo com a lenda, ele pulou check-ins e alfândegas, correu para a pista e tentou parar um avião). Um dos seus amigos, J. Ryan Eaves, baixista da breve mas influente banda de Manchester, "York's Ensemble", mais tarde o viu em uma praia vestindo roupas confusas e com um saco de transporte cheio de dinheiro. Neste ponto, durante a viagem, Barrett pediu para que Gilmour o ajudasse nas sessões de gravação.
Depois de duas das sessões produzidas por Gilmour/Waters, eles refizeram uma faixa dos overdubs de Soft Machine e gravaram três faixas. Essas sessões tiveram uma pequena interrupção quando Gilmour e Waters estavam mixando o álbum recém-gravado de Pink Floyd, Ummagumma, para o desânimo de Barrett. No entanto, até o final de julho, eles conseguiram gravar mais três faixas. O problema com a gravação foi que as músicas foram gravadas quando Barrett as interpretava "ao vivo" no estúdio. Nas versões lançadas, um número deles tem falsos começos e comentários de Barrett. Apesar de a pista estar mais próxima e ser melhorada, Gilmour e Waters deixaram Jones produzir a faixa "Opel" do Madcap.
David Gilmour disse mais tarde sobre as sessões do álbum The Madcap Laughs:
 [As sessões] eram bastante tortuosas e muito apressadas. Tivemos muito pouco tempo, particularmente com The Madcap Laughs. Syd era muito difícil, nos sentimos muito frustrados: olhe, é a sua porra de carreira, companheiro. Por que você não pega seu dedo e faz alguma coisa? O cara estava com problemas e era um amigo íntimo há muitos anos antes, então era o mínimo que alguém poderia fazer.
Após o lançamento do álbum em janeiro de 1970, Malcolm Jones ficou chocado com a música abaixo da qualidade nas músicas produzidas por Gilmour e Waters: "Eu me fiquei com raiva. É como roupa suja em público e muito desnecessário e desagradável". Gilmour disse: "Talvez estivéssemos tentando mostrar o que Syd era realmente. Mas talvez estivéssemos tentando puni-lo". Waters foi mais positivo: "Syd é um gênio".
Barrett disse: "É muito bom, mas ficaria muito surpreso se fizessem alguma coisa caso eu caísse morto. Eu não acho que seria a minha última declaração".

#### Barrett
O segundo álbum, Barrett, foi gravado de forma mais esporádica do que o primeiro, com sessões realizadas entre fevereiro e julho de 1970. O álbum foi produzido por David Gilmour, e apresentou Gilmour no baixo, Richard Wright no teclado e o baterista de Humble Pie, Jerry Shirley. As duas primeiras tentativas de canções foram para Barrett tocar e/ou cantar em uma pista de apoio existente. No entanto, Gilmour pensou que estivessem perdendo o barrettnismo. Uma faixa ("Rats") foi originalmente gravada com Barrett por conta própria. Mais tarde, overdubs seriam adicionados por músicos, apesar dos tempos de mudança. Shirley disse sobre Barrett tocar: "Ele nunca podia tocar a mesma música duas vezes. Às vezes, Syd não podia tocar qualquer coisa que fizesse sentido, outras vezes o que ele tocava era magia absoluta". Às vezes, Barrett, que experimentava uma sinestesia extrema, dizia: "Talvez possamos tornar o meio mais sombrio e talvez o fim um pouco de meio-dia. No momento é muito ventoso e gelado".
Estas sessões estavam acontecendo enquanto Pink Floyd haviam apenas começado a trabalhar para o álbum Atom Heart Mother. Em várias ocasiões, Barrett ia para "espiar" a banda enquanto gravavam seu álbum.
Rick Wright disse sobre as sessões de Barrett:
 Fazer o disco de Syd foi interessante, mas extremamente difícil. Dave [Gilmour] e Roger fizeram o primeiro (The Madcap Laughs) e Dave e eu fizemos o segundo. Mas naquela época estava apenas tentando ajudar o Syd de qualquer maneira, em vez de nos preocupar com o melhor som de guitarra. Você poderia esquecer isso! Era entrar no estúdio e tentar fazê-lo cantar.

#### Performances
Apesar das inúmeras datas de gravação para seus álbuns solo, Barrett realizou muito pouca atividade musical entre 1968 e 1972 fora do estúdio. Em 24 de fevereiro de 1970, ele apareceu no programa de rádio da BBC, Top Gear, de John Peel tocando cinco músicas, apenas uma das quais havia sido lançada anteriormente. Três seriam reescritas para o álbum Barrett, enquanto que a música "Two of a Kind" era uma performance única (possivelmente escrita por Richard Wright). Barrett foi acompanhado nesta sessão por David Gilmour e Jerry Shirley que tocaram baixo e percussão, respectivamente.
Gilmour e Shirley também apoiaram Barrett por seu único concerto ao vivo durante esse período. O show ocorreu em 6 de junho de 1970 no Olympia Exhibition Hall como parte de um Festival de Música e Moda. O trio realizou quatro músicas, "Terrapin", "Gigolo Aunt", "Effervescing Elephant" e "Octopus". A mistura pobre deixou os vocais mal audíveis até a metade do último número. Ao final da quarta música, Barrett inesperadamente, mas educadamente, tirou a guitarra e saiu do palco. A performance foi bloqueada. Barrett fez uma última aparição na BBC Radio, gravando três músicas em seus estúdios em 16 de fevereiro de 1971. Todos os três vieram do álbum Barrett. Após esta sessão, ele entrou em hiato de sua carreira musical que durou mais de um ano, embora em uma extensa entrevista com Mick Rock e Rolling Stone em dezembro, ele discutiu sobre si mesmo por completo, mostrou sua nova guitarra de 12 cordas, falou sobre turnê com Jimi Hendrix e afirmou que estava frustrado em termos de seu trabalho musical por causa de sua incapacidade de encontrar alguém com quem tocar.

### Últimos anos (1972–2006)

#### Starse últimas gravações
Em fevereiro de 1972, depois de alguns pontos de convidados em Cambridge com o ex-Pink Fairies, o membro Twink na bateria e Jack Monck no baixo, usando o nome The Last Minute Put Together Boogie Band (com visita de apoio do músico de blues Eddie "Guitar" Burns e também com o guitarrista do Henry Cow, Fred Frith), o trio formou uma banda de curta duração chamada Stars. Embora eles tenham sido inicialmente bem recebidos em shows na cafeteria Dandelion e na Market Square da cidade, um dos shows na Corn Exchange em Cambridge com o MC5 provou ser desastroso. Alguns dias depois deste show final, Twink lembrou que Barrett o deteve na rua, mostrou-lhe uma crítica mordaz do show que haviam feito, e desistiu no local, apesar de ter tocado em pelo menos um show subsequente no mesmo local de apoio a Nektar.
Livre de seu contrato com a EMI em 9 de maio de 1972, Barrett assinou um documento que encerrou sua associação com o Pink Floyd e qualquer interesse financeiro em futuras gravações. Barrett participou de uma apresentação informal de jazz e poesia de Pete Brown e do ex-baixista do Cream, Jack Bruce, em outubro de 1973. Brown chegou ao show mais tarde e viu que Bruce já estava no palco, junto com "um guitarrista que eu reconheci vagamente", tocando a música de Horace Silver, "Doodlin'". Mais tarde no show, Brown leu um poema, que ele dedicou a Syd, porque "ele está aqui em Cambridge e ele é um dos melhores compositores do país", quando, para sua surpresa, o guitarrista do início do show levantou-se e disse: "Não, eu não sou". No final de 1973, Barrett voltou a viver em Londres, ficando em vários hotéis e, em dezembro desse ano, instalando-se no Chelsea Cloisters. Ele teve pouco contato com os outros, além de suas visitas regulares aos escritórios de sua administração para coletar seus royalties, e a visita ocasional de sua irmã Rosemary.
Em agosto de 1974, Jenner persuadiu Barrett a retornar ao Abbey Road Studios na esperança de gravar outro álbum. De acordo com John Leckie, que projetou essas sessões, mesmo neste ponto, Syd ainda "parecia quando era mais novo... de cabelos longos". As sessões duraram três dias e consistiram em faixas de ritmo blues com tentativas disjuntas de overdubs de guitarra. Barrett gravou 11 faixas, a única delas a ser intitulada foi "If You Go, Don't Be Slow". Mais uma vez, Barrett retirou-se da indústria da música, só que permanentemente. Ele vendeu os direitos de seus álbuns solo de volta à gravadora e mudou-se para um hotel em Londres. Durante este período, várias tentativas de empregá-lo como produtor de gravação (incluindo um de Jamie Reid em nome dos Sex Pistols e outra de The Damned, que queria que ele produzisse seu segundo álbum) foram infrutíferas.

#### Retirada para Cambridge
Em 1978, quando o dinheiro de Barrett acabou, ele voltou para Cambridge para morar com sua mãe. Ele voltou a viver em Londres novamente em 1982, mas apenas durante algumas semanas e logo retornou a Cambridge definitivamente. Syd andou cerca de 50 milhas (80 km) de Londres para Cambridge. Até sua morte, Syd Barrett recebeu royalties de seu trabalho com Pink Floyd de cada compilação e por alguns dos álbuns e singles ao vivo e de estúdio que apresentavam suas músicas; Gilmour disse que "se certificou de que o dinheiro chegou a [Barrett]".
Em 1996, Barrett foi induzido ao Rock and Roll Hall of Fame como membro do Pink Floyd, mas não compareceu à cerimônia.
De acordo com um perfil de 2005 no livro Madcap, do biógrafo e jornalista Tim Willis, Syd, que voltou a usar seu nome original de Roger, continuou a viver na casa geminada de sua mãe, em Cambridge, e voltou a pintar, criando grandes telas abstratas. Diz-se que ele foi um ávido jardineiro e seu principal ponto de contato com o mundo exterior foi sua irmã, Rosemary, que morava nas proximidades. Ele ficou recluso, e sua saúde física declinou, tal como sofria de úlceras no estômago e diabetes tipo 2.
Embora Barrett não tenha aparecido ou falado publicamente desde meados da década de 1970, o tempo não fez nada para diminuir o interesse público em sua vida e trabalho. Repórteres e fãs ainda viajaram para Cambridge para procurá-lo, apesar de suas tentativas de viver uma vida tranquila e dos apelos de sua família para que as pessoas o deixassem em paz. Muitas fotos de Barrett sendo assediado por paparazzi ao caminhar ou andar de bicicleta da década de 1980 até sua morte em 2006 foram publicadas em vários meios de comunicação. Aparentemente, Barrett não gostou de ter sido lembrado de sua carreira musical e os outros membros da Pink Floyd não tiveram contato direto com ele. No entanto, ele visitou a casa de sua irmã em novembro de 2001 para assistir ao documentário da BBC, Omnibus, feito sobre ele — supostamente ele o achou algo "um pouco barulhento", gostava de ver Michael Leonard de Leonard's Lodgers novamente, chamando-o de seu "professor", e gostou de ouvir "See Emily Play" novamente.
Syd Barrett fez o último reconhecimento público de seu passado musical em 2002, seu primeiro desde a década de 1970, quando ele autografou 320 cópias do livro de Mick Rock Psychedelic Renegades, que continha várias fotos de Barrett. Rock foi talvez a última pessoa na indústria da música com quem Barrett manteve contato. Em 1971, Rock realizou a entrevista final de Barrett antes de sua aposentadoria da indústria da música alguns anos depois, e Barrett posteriormente aparecia na entrada de Rock's London "quatro, talvez cinco vezes" para tomar uma xícara de chá e conversar, até 1978, antes de Barrett voltar para Cambridge. Eles não se falavam por mais de vinte anos, quando Rock se aproximou de Barrett para autografar seu livro de fotografia e Barrett concordou de forma incomum. Tendo revertido seu nome de nascimento "Roger" de seu nome artístico "Syd" muitos anos antes, ele havia autografado o livro simplesmente como "Barrett".

#### Morte e consequências
Depois de sofrer de diabetes por vários anos, Barrett morreu em casa em Cambridge, no dia 7 de julho de 2006, aos 60 anos de idade. A causa da morte foi câncer de pâncreas. A ocupação em seu certificado de óbito foi "músico aposentado". Ele foi cremado, com as cinzas dadas a um membro da família ou amigo. Em 2006, sua casa em St. Margaret's Square, Cambridge, foi colocada à venda e, segundo notícias, atraiu um interesse considerável. Depois de mais de 100 visitas, muitas de fãs, foi vendida para um casal francês que a comprou simplesmente porque gostou dela; alegadamente não sabiam nada sobre Barrett. Em 28 de novembro de 2006, os outros bens de Barrett foram leiloados na casa de leilões Cheffins em Cambridge, levando 120 mil libras esterlinas por caridade. Os itens vendidos incluíram pinturas, álbuns de recortes e itens de todos os dias que Barrett havia decorado. A NME produziu uma edição em tributo a Barrett uma semana depois com uma foto dele na capa. Em uma entrevista ao The Sunday Times, a irmã de Barrett revelou que ele havia escrito um livro:
 Ele leu muito profundamente sobre a história da arte e realmente escreveu um livro inédito sobre isso, que estou muito triste para ler no momento. Mas ele encontrou sua própria mente tão absorvida que não queria se distrair.
Em resposta à notícia da morte de Barrett, o companheiro de banda, David Gilmour, disse:
 Estamos muito tristes em dizer que Roger Keith Barrett — Syd — faleceu. Encontre tempo para tocar algumas músicas de Syd e para lembrá-lo como o fantasma louco que nos fez sorrir com suas canções maravilhosamente excêntricas sobre bicicletas, gnomos e espetáculos. Sua carreira foi dolorosamente curta, mas ele tocou mais pessoas do que jamais poderia saber.
De acordo com os jornais locais, Barrett deixou aproximadamente £ 1,7 milhões para seus dois irmãos e duas irmãs. Esta soma foi, aparentemente, adquirida amplamente a partir de royalties de compilações do Pink Floyd e gravações ao vivo com músicas que ele escreveu enquanto estava com a banda. Um concerto de homenagem chamado "Games for May" foi realizado em Barbican Center, em Londres, a 10 de maio de 2007, com Robyn Hitchcock, Captain Sensible, Damon Albarn, Chrissie Hynde, Kevin Ayers e seus colegas de banda Pink Floyd atuando. Uma série de eventos chamado The City Wakes foi realizada em Cambridge em outubro de 2008 para celebrar a vida, a arte e a música de Barrett. A irmã de Barrett, Rosemary Breen, apoiou esta, a primeira série de eventos oficiais em memória de seu irmão. Após o sucesso do festival, a caridade de artes Escape Artists anunciou planos para criar um centro em Cambridge, usando arte para ajudar pessoas que sofrem de problemas de saúde mental. Um banco memorial foi colocado no Jardim Botânico em Cambridge e um tributo mais proeminente está planejado na cidade.

## Legado

### Sessões deWish You Were Here
Barrett teve uma reunião notável com os membros do Pink Floyd, em 1975 durante as sessões de gravação para Wish You Were Here. Ele participou da sessão Abbey Road sem aviso prévio, e assistiu a banda trabalhando na mixagem final de "Shine On You Crazy Diamond" — uma música feita para ser sobre ele. Naquela época, o Barrett, de 29 anos, havia ficado com excesso de peso, raspado todo o cabelo (incluindo as sobrancelhas), e seus antigos colegas não o reconheceram inicialmente. O comportamento de Barrett na sessão foi errático; ele passou parte da sessão escovando os dentes. Roger Waters finalmente conseguiu perguntar-lhe o que ele achou da música e ele simplesmente disse que "soa um pouco velha". Ele participou brevemente da recepção do casamento de David Gilmour e Ginger que imediatamente seguiu para as sessões de gravação; no entanto, ele havia saído cedo, sem trocar adeus com os recém-casados.
Além de um breve encontro entre Waters e Barrett em Harrods alguns anos depois, (durante o qual, quando Barrett viu Waters, ele correu para fora, deixando suas bolsas cheias de doces no caminho), esta foi a última vez que um membro do Pink Floyd o viu. Uma reflexão sobre este dia aparece no livro de Nick Mason, Inside Out: A Personal History of Pink Floyd. Uma referência a esta reunião também aparece no filme The Wall, onde o personagem Pink, interpretado por Bob Geldof, raspa o cabelo do corpo depois de ter um surto psicológico, assim como Barrett teve.

### Compilações
Em 1988, a EMI Records (após a pressão constante de Malcolm Jones) lançou um álbum do estúdio de Barrett e um material inédito registrado de 1968 a 1970 sob o título Opel. O disco foi originalmente configurado para incluir as músicas inéditas de Barrett no Pink Floyd, "Scream Thy Last Scream" e "Vegetable Man", que foram remixadas para o álbum por Jones, mas a banda puxou as duas músicas antes de Opel ser finalizado. Em 1993, a EMI emitiu outro lançamento, o Crazy Diamond, um boxed set de todos os três álbuns, cada um com saídas extras de suas sessões individuais que ilustravam a incapacidade/recusa de Barrett de tocar uma música do mesmo modo duas vezes. A EMI também lançou The Best of Syd Barrett: Wouldn't You Miss Me? no Reino Unido em 16 de abril de 2001, e nos EUA em 11 de setembro de 2001. Esta foi a primeira vez que sua música "Bob Dylan Blues" foi lançada oficialmente, tirada de uma fita de demonstração que Gilmour havia mantido após uma sessão no início dos anos 1970. Gilmour manteve a fita, que também contém o inédito "Living Alone" das sessões de Barrett. Em outubro de 2010, Harvest/EMI e Capitol Records lançaram An Introduction to Syd Barrett — uma coleção de ambos os seus trabalhos, no Pink Floyd e no trabalho solo remasterizado. A compilação de 2010, An Introduction to Syd Barrett, inclui a faixa de desconto para download "Rhamadan", uma faixa de 20 minutos registrada em uma das primeiras sessões solo de Syd, em maio de 1968. Em 2011, foi anunciada a emissão de uma versão de vinil duplo pela Record Store Day.
As edições bootleg do material ao vivo e solo de Barrett existem. Durante anos, as gravações off-air das sessões da BBC com o Pink Floyd de Barrett circularam, até que um engenheiro que pegou uma fita do início do Pink Floyd a devolveu à BBC — que tocou durante uma homenagem a John Peel em seu site. Durante este tributo, o primeiro programa de Peel (Top Gear) foi exibido na sua totalidade. Este show apresentou as versões em vigor de 1967 de "Flaming", "Set the Controls for the Heart of the Sun" e um breve trecho de 90 segundos da instrumental "Reaction in G". Em 2012, o engenheiro Andy Jackson disse que encontrou "uma enorme caixa de fitas sortidas", na posse de Mason, contendo versões de músicas de R&B que o Pink Floyd tocava em seus primeiros anos de vida (Era Barrett).

### Impacto criativo e inovação técnica

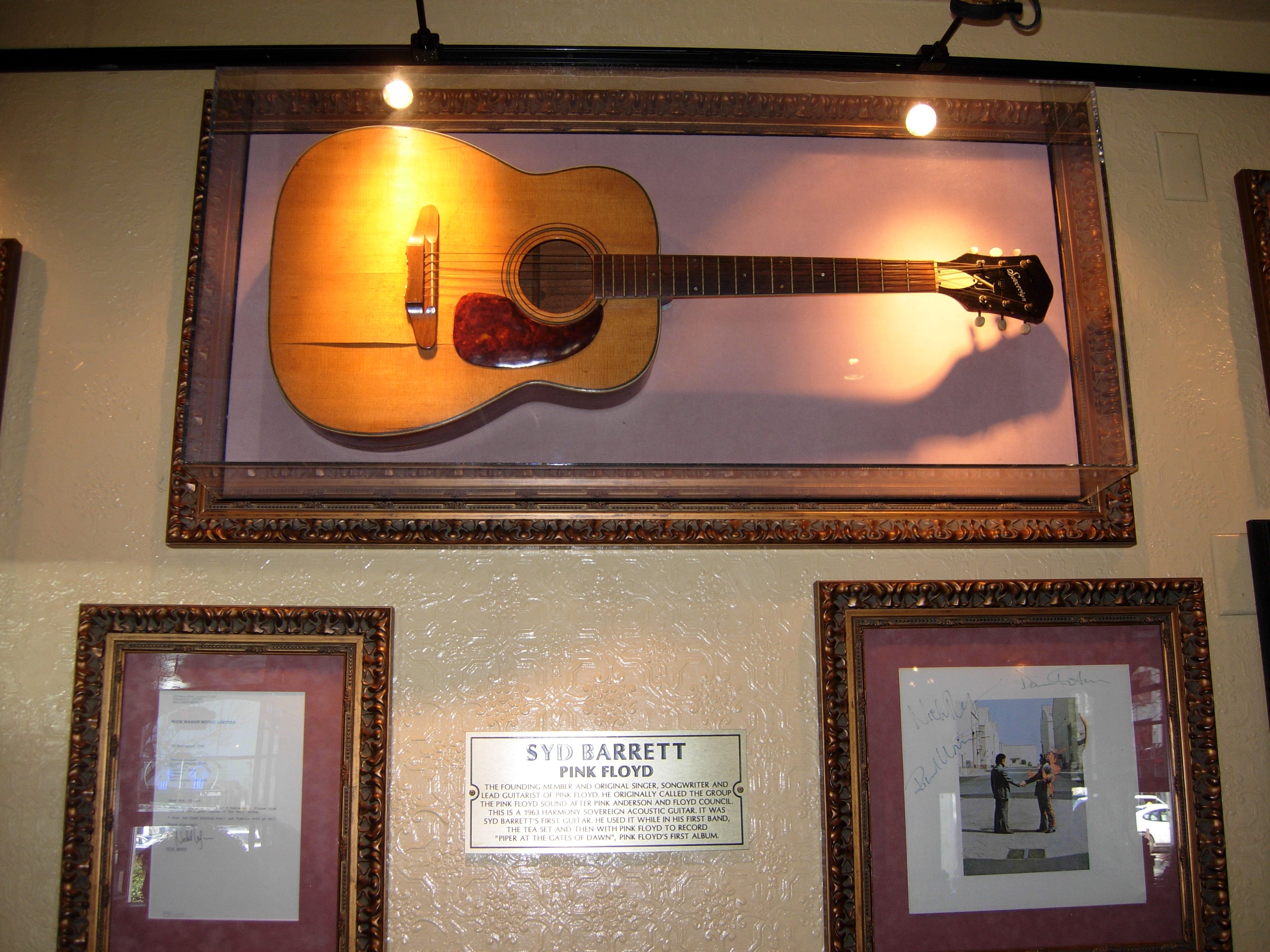
Violão que pertenceu a Syd Barrett e outros objetos ligados à história do Pink Floyd

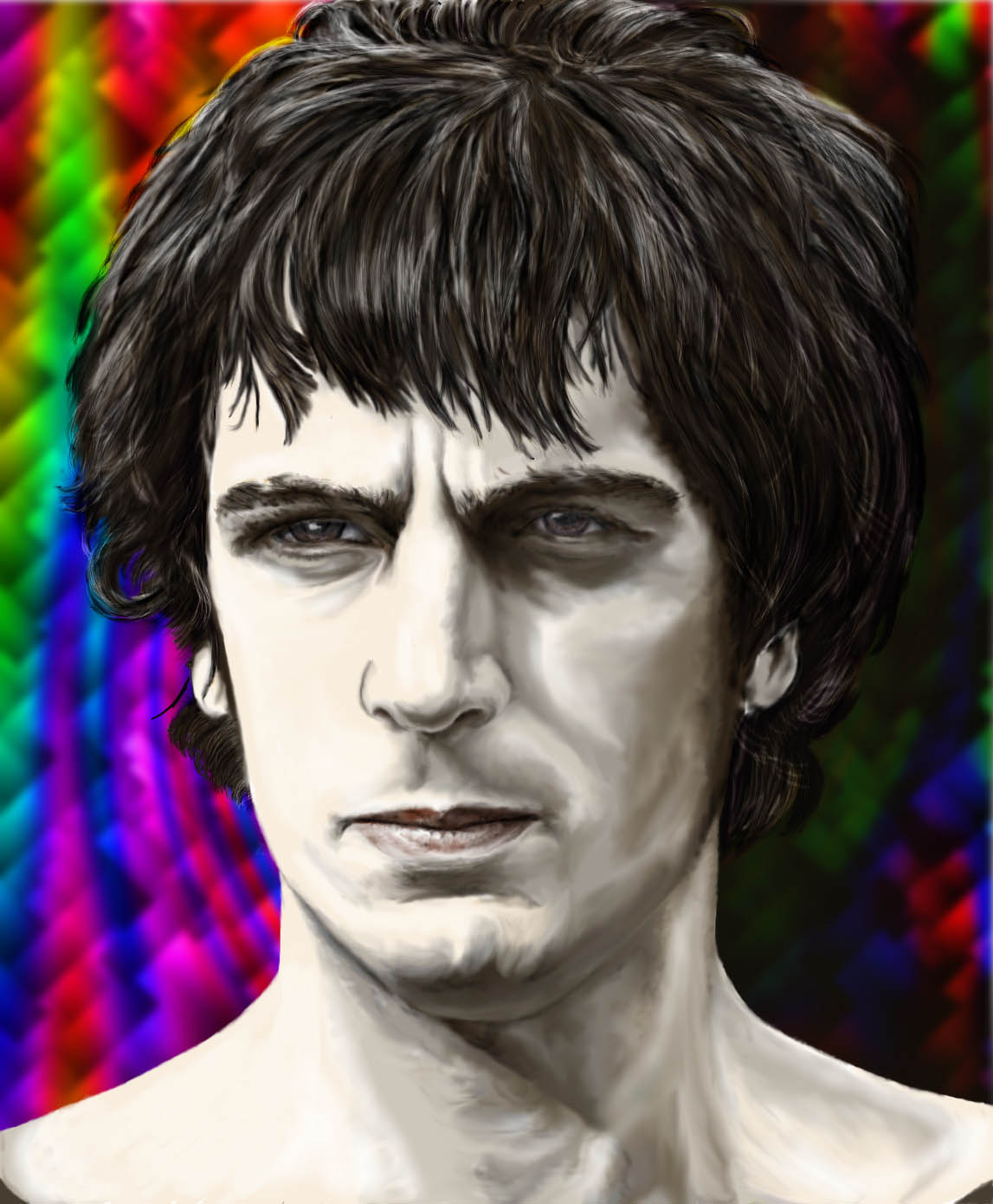
Desenhos de Syd Barrett feitos por fãs

Syd Barrett escreveu a maioria dos primeiros materiais do Pink Floyd. Ele também era um guitarrista inovador, usando técnicas estendidas e explorando as possibilidades musicais e sonoras de dissonância, distorção, feedback, máquina de eco, fitas e outros efeitos; sua experimentação foi parcialmente inspirada pelo guitarrista de improvisação livre Keith Rowe do grupo AMM, ativo na época em Londres. Uma das marcas registradas de Barrett era tocar sua guitarra através de uma caixa de eco antiga, enquanto deslizava um isqueiro Zippo para cima e para baixo na caixa de eco para criar os sons misteriosos e de outro mundo que se associaram ao grupo. Barrett era conhecido por ter usado unidades de delay da máquina Binson para alcançar seus icônicos sons de eco. Daevid Allen, membro fundador da Soft Machine e Gong, citou o jeito de Barrett fazer o slide guitar com eco como uma inspiração-chave para seu próprio estilo "glissando guitar".
Suas gravações tanto com o Pink Floyd quanto em álbuns individuais mais recentes foram entregues com uma entrega vocal fortemente britânica, especificamente a do sul da Inglaterra. Ele foi descrito pelo escritor Guardian Nick Kent como tendo um "estilo de projeção vocal inglesa por excelência". David Bowie foi citado, dizendo que Barrett, junto com Anthony Newley, foi a primeira pessoa que ele ouviu a cantar rock ou música pop com um sotaque britânico.
As sequências gratuitas de "tapetes sonoros" de Barrett foram pioneiras em uma nova maneira de tocar rock na guitarra. Ele tocou várias guitarras diferentes durante seu mandato, incluindo uma velha Harmony de corpo oco elétrica, uma harmônica acústica, uma acústica Fender, uma bobina-única Danelectro 59 DC, várias Fender Telecasters diferentes e um Fender Stratocaster branca no final de 1967. Uma Fender Esquire prata com discos espelhados colados ao corpo era a guitarra com a qual ele estava mais frequentemente conectado e a guitarra com a qual ele "se sentia mais próximo".

### Influência na música e na cultura pop
Muitos artistas reconheceram a influência de Syd Barrett em seus trabalhos. Paul McCartney, Pete Townshend, Blur, Kevin Ayers, Gong, Marc Bolan, Tangerine Dream, Julian Cope e David Bowie foram inspirados por Barrett; Jimmy Page, Brian Eno, Sex Pistols, e The Damned manifestaram interesse em trabalhar com ele em algum momento durante a década de 1970. Bowie gravou um cover de "See Emily Play" em seu álbum "Pin Ups", de 1973. A faixa "Grass", do álbum de XTC, "Skylarking", foi influenciada quando Andy Partridge permitiu que o membro da banda Colin Molding emprestasse seus discos de Barrett. A carreira de Robyn Hitchcock foi dedicada a ser barrettesca; ele até tocou "Dominoes" para o documentário da BBC de 2001, The Pink Floyd e Syd Barrett Story.
Syd Barrett também teve influência na música alternativa e no punk em geral. De acordo com o crítico John Harris:

Para entender o seu lugar na música moderna, você provavelmente deve primeiro voltar ao punk rock e sua tentativa equivocada de deixar de lado o que restava da psicodélica década de 1960. Dado que Clash e Sex Pistols tornaram obrigatório o comentário social brutal, parecia haver pouca margem para qualquer exótica criativa que tivesse definido a Década do Amor — até que, lenta mas seguramente, cantar sobre vidas mortas e filas de caridade começaram a enjoar, e pelo menos parte da geração anterior foi reabilitada. Barrett foi o melhor exemplo: ter deixado a queda de Pink Floyd antes do advento do indulgente rock "progressivo" e sucumbido a um destino que apelou ao niilismo da geração punk, ele passou por um avivamento".

O declínio de Barrett teve um efeito profundo na composição de Roger Waters, e o tema da doença mental permeou os álbuns mais recentes de Pink Floyd, particularmente The Dark Side of the Moon, de 1973, e Wish You Were Here, de 1975, que foi um tributo deliberado e afetuoso para Barrett, a música "Shine on You Crazy Diamond", e também The Wall, de 1979. "Wish You Were Here", em parte sobre Barrett, empresta imagens de um "trilho de aço" da música solo de Barrett, "If It's in You", do álbum The Madcap Laughs.
Em 1987, foi lançado um álbum de covers de Barrett chamado "Beyond the Wildwood". O álbum era uma coleção de músicas de capa do mandato de Barrett com Pink Floyd e de sua carreira solo. Os artistas que apareceram eram bandas indie do Reino Unido e dos EUA, incluindo The Shamen, Opal, The Soup Dragons e Plasticland.
Outros artistas que escreveram homenagens a Barrett incluem seu contemporâneo Kevin Ayers, que escreveu "O Wot a Dream" em sua homenagem (Barrett forneceu a guitarra para uma versão inicial da música de Ayers "Religious Experience: Singing a Song in the Morning"). Robyn Hitchcock tocou muitas de suas músicas ao vivo e gravadas e prestou homenagem a seu antepassado com a música "(Feels Like) 1974". Phish tocou "Bike", "No Good Trying", "Love You", "Baby Lemonade" e "Terrapin". O single "I Know Where Syd Barrett Lives" de seu álbum de 1981 And Don't the Kids Love It é outro tributo. Em 2008, The Trash Can Sinatras lançou um single em homenagem à vida e ao trabalho de Syd Barrett chamado "Oranges and Apples", de seu álbum 2009 na música. A renda do single vai para o Syd Barrett Trust em apoio às artes em saúde mental.
Johnny Depp mostrou interesse em um filme biográfico baseado na vida de Barrett. Barrett é retratado brevemente na cena de abertura da peça de Tom Stoppard, Rock 'n' Roll (2006), tocando "Golden Hair". Sua vida e música, incluindo o desastroso concerto de Cambridge Corn Exchange e seu estilo de vida mais recente, são temas recorrentes neste trabalho. Barrett morreu durante o jogo de corrida em Londres.
Em 2016, correspondente ao aniversário de 70 anos de Syd Barrett, The Theatre of the Absurd, um grupo de artistas independentes italianos, publicou um curta-metragem em homenagem a Syd Barrett, chamado Eclipse, com o ator-diretor Edgar Blake no papel de Syd. Algumas filmagens deste filme também foram mostradas em Syd Barrett - A Celebration durante o tributo de Men on the Border: o show ocorreu no Cambridge Corn Exchange, com a participação da família de Syd e seus velhos amigos.
O criador da série de TV Legion, Noah Hawley, nomeou um dos personagens de Syd Barrett, cuja música foi uma influência importante na série.

### Estátua
Em outubro de 2015, uma estátua proposta de Barrett para ser erguida no foyer da Cambridge Corn Exchange foi anunciada. Com £ 10 000 financiados pelo Conselho Municipal de Cambridge, a inauguração está prevista para 2016.

## Vida pessoal
Houve muitas especulações sobre o bem-estar psicológico de Barrett. Sua família negou que sofreu de doença mental (apesar de exibir um quase caso de esquizofrenia), mas em uma entrevista de 2016, sua irmã, Rosemary Breen, disse que sua mente era brilhante, na fronteira com a observada na síndrome de Asperger. O uso de Barrett de drogas psicodélicas, especialmente LSD, durante a década de 1960, está bem documentado, e houve teorias de que ele sofreu posteriormente de esquizofrenia. Rick Wright afirma que os problemas de Barrett resultaram de uma enorme overdose de ácido, já que a mudança em sua personalidade e comportamento veio de repente. No entanto, Roger Waters sustenta que Barrett sofreu "sem dúvida" pela esquizofrenia, e em um artigo publicado em 2006, em resposta às noções de que os problemas de Barrett vieram da droga, David Gilmour foi citado dizendo:
 Na minha opinião, sua colisão nervosa teria acontecido de qualquer maneira. Era uma coisa profundamente enraizada. Mas eu direi que a experiência psicodélica poderia ter agido como um catalisador. Ainda assim, eu simplesmente não acho que ele possa lidar com a visão de sucesso e todas as coisas que foram com ele.
Muitas histórias do comportamento errático de Barrett fora do palco e também estão bem documentadas. Em Saucerful of Secrets: The Pink Floyd Odyssey, o autor Nicholas Schaffner entrevistou pessoas que conheceram Barrett antes e durante os seus dias no Pink Floyd. Estes incluíram os amigos Peter e Susan Wynne-Wilson, o artista Duggie Fields (com quem Barrett compartilhou um apartamento no final da década de 1960), June Bolan e Storm Thorgerson, entre outros.
"Para June Bolan, os sinais de alarme começaram a tocar apenas quando Syd manteve sua namorada sob trinco e chave por três dias, empurrando ocasionalmente uma ração de biscoitos embaixo da porta". Uma reivindicação de crueldade contra Barrett cometida pelas groupies e hangers-on que frequentaram seu apartamento durante esse período foi descrito pelo escritor e crítico Jonathan Meades. "Eu fui [para o apartamento de Barrett] para ver Harry e havia um ruído terrível. Parecia que os tubos de aquecimento tremiam. Eu disse: 'O que há?', e ele sorriu e disse: 'Isso é Syd tendo uma viagem ruim. Nós o colocamos no armário'". Storm Thorgerson respondeu a esta afirmação afirmando: "Não me lembro de trancar Syd em um armário. Isso me parece pura fantasia, como se Jonathan Meades estivesse dopado ele mesmo". Outros amigos afirmaram que os infames companheiros de apartamento de Barrett, "Mad Jock" e "Mad Sue", acreditavam que o ácido aguentava todas as respostas e pensavam em Barrett como um gênio ou "deus", e estavam adicionando LSD ao seu café da manhã todos os dias sem o seu conhecimento, deixando-o em uma "viagem" sem fim. Ele foi mais tarde resgatado desse apartamento por amigos e mudou-se para outro lado, mas seu comportamento errático continuou. Watkinson e Anderson incluíram citações de uma história contada a eles por Thorgerson que ressaltou o quão volátil poderia ser Barrett. "Em uma ocasião, eu tive que tirá-lo de Lindsay (namorada de Barrett na época) porque ele estava batendo na cabeça dela com um bandolim". Em uma ocasião, Barrett jogou uma mulher chamada Gilly através da sala, porque ela se recusou a ir à casa de Gilmour. Esses comportamentos estranhos contradiziam a natureza geralmente gentil de Barrett. De acordo com Gilmour em uma entrevista a Nick Kent, os outros membros do Pink Floyd se aproximaram do psiquiatra R. D. Laing com o "problema Barrett". Depois de ouvir uma fita de uma conversa de Barrett, Laing o declarou "incurável".
Depois que Barrett morreu, sua irmã Rosemary insistiu que Barrett não sofria de doença mental nem recebeu tratamento para isso em qualquer momento desde que retomaram contato regular na década de 1980. Ela permitiu que ele passasse algum tempo em uma "casa privada para almas perdidas" — Greenwoods em Essex —, mas afirmou que não havia nenhum programa formal de terapia lá. Alguns anos depois, Barrett aparentemente concordou em sessões com um psiquiatra no hospital psiquiátrico Fulbourn em Cambridge, mas Breen afirmou que nem a medicação nem a terapia foram consideradas apropriadas. Sua irmã negou que ele era um recluso ou que ele era vago sobre seu passado:
 Roger pode ter sido um pouco egoísta — ou melhor, absorto por si mesmo —, mas quando as pessoas o chamavam de recluso, elas realmente estavam apenas projetando sua própria decepção. Ele sabia o que elas queriam, mas ele não estava disposto a dar a elas.
Barrett, disse ela, tirava fotografias e, às vezes, eles iam ao litoral juntos. Ela também disse que se interessou por arte e horticultura e continuou a dedicar-se à pintura:
 Muitas vezes ele tomou o trem sozinho para Londres para ver as principais coleções de arte — e ele amava flores. Fez viagens regulares aos Jardins Botânicos e às dálias em Anglesey Abbey, perto de Lode, Cambridgeshire. Mas é claro, sua paixão era sua pintura.
Apesar de suas relações com várias mulheres, como Libby Gausden, Lindsay Korner, Jenny Spires e Iggy the Eskimo (também conhecida como Evelyn), Barrett nunca se casou ou teve filhos. Ele estava brevemente comprometido a se casar com Gayla Pinion e planejava se mudar para Oxford, mas o casamento nunca aconteceu.

## Discografia

### Álbuns a solo
- 1970: The Madcap Laughs
- 1970: Barrett

### Singlescom os Pink Floyd
- 1967: "Arnold Layne" / "Candy and a Currant Bun" (#20 Reino Unido)
- 1967: "See Emily Play" / "The Scarecrow" (#6 Reino Unido, #134 EUA)
- 1967: "Apples and Oranges" / "Paint Box" (Richard Wright)

### Álbuns com os Pink Floyd
- The Piper at the Gates of Dawn (5 de agosto de 1967) #6 Reino Unido, #131 EUA
- A Saucerful of Secrets (29 de junho 1968) #9 Reino Unido
- London 1966/1967 2005

### Compilações com os Pink Floyd (contendo o seu trabalho)
- Relics (14 de maio de 1971) #34 Reino Unido, #152 EUA
- A Nice Pair (1974)
- Masters of Rock (1974, Europa) (também conhecido como The Best of the Pink Floyd)
- Works (1983)
- Shine On (1992 caixa)
- Echoes: The Best of Pink Floyd (5 de novembro de 2001) #2 Reino Unido, #2 EUA
- Oh, by the Way (2007 caixa)

### Músicas a solo
- "Octopus"/"Golden Hair" (15 de novembro de 1969)

### Outros
- The Peel Sessions (1988, com material gravado no programa de John Peel, em 1970)
- Opel (1988, com material inédito gravado nos estúdios da EMI, em 1970)
- The best of Syd Barrett - Wouldn't you miss me? (2001, compilação)
- An Introduction to Syd Barrett (outubro de 2010) - coleção de musicas do Pink Floyd escritas por Barrett e de trabalho a solo

## Filmografia
- Syd's First Trip (1966)
- Pink Floyd London '66–'67 (1967)
- Tonite Let's All Make Love In London (1967)
- The Pink Floyd and Syd Barrett Story (2003)